# حسبشة
حسبشة هي قرية في مقاطعة سلماس، إيران. يقدر عدد سكانها بـ 354 نسمة بحسب إحصاء 2016.